# Bogdanowka (Lager)
Koordinaten: 47° 48′ 48″ N, 31° 9′ 23″ O
Bogdanowka (rumänisch Bogdanovca) war ein Vernichtungslager für Juden, das im Zweiten Weltkrieg von den Behörden des rumänischen Besatzungsgebietes Transnistrien auf dem Gebiet der heutigen Oblast Mykolajiw in der Ukraine, unweit des Südlichen Bug bei der heutigen Ortschaft Bohdaniwka errichtet wurde. Andere Vernichtungsstätten in Transnistrien befanden sich in Domanjowka (inkorrekt auch Domanewka) und Akmetschetka (heute Prybuschschja).
Ende 1941 waren in Bogdanowka 54.000 Juden inhaftiert. Etwa 48.000 waren nach dem Massaker von Odessa aus Odessa deportiert worden, die übrigen stammten aus Bessarabien. Mitte Dezember 1941 wurde im Zusammenhang mit dem Ausbruch einer Typhus-Epidemie beschlossen, alle Gefangenen zu ermorden. Rumänische Soldaten, ukrainische Polizisten sowie lokale Volksdeutsche begannen den Massenmord am 21. Dezember 1941. Etwa 5.000 Kranke wurden bei lebendigem Leib in Scheunen und Ställen verbrannt, gleichzeitig mussten andere mit bloßen Händen in der eisigen Erde Gruben graben und dort die Leichen stapeln, wo sie später auch selbst umgebracht wurden.
Die übrigen Gefangenen wurden in Kolonnen zu 300–400 Personen in einen nahe gelegenen Wald geführt, wo sie sich entkleiden mussten und dann mit Handgranaten oder Genickschüssen getötet wurden. Im Laufe von vier Tagen wurden auf diese Weise 30.000 Menschen umgebracht, darunter auch Frauen und Kinder. Die Übrigen ließ man erfrieren.
Bis zum 31. Dezember waren bis auf etwa 200 Angehörige eines Arbeitskommandos alle Inhaftierten ermordet worden. Das Arbeitskommando erhielt nun den Befehl, die Spuren des Massakers zu beseitigen und die Leichen zu verbrennen. Diese Arbeiten dauerten bis Februar 1942, wobei weitere 150 jüdische Arbeiter an Kälte, Hunger und Entkräftung starben oder von den ukrainischen Wachen erschossen wurden.
Nach der Befreiung durch die Rote Armee 1945 wurden die Verantwortlichen für das Massaker im ersten Gerichtsverfahren gegen rumänische Kriegsverbrecher vor Gericht gestellt und zum Tode verurteilt. Die Todesurteile wurden später in lebenslange Haftstrafen umgewandelt.